# Peromyscus nesodytes
Chuột hươu hoang đảo lớn (Danh pháp khoa học: Peromyscus nesodytes) là một loài gặm nhấm thuộc họ chuột Cricetidae đã tuyệt chủng khoảng 8000 năm trước thời hiện tại và sống trong thời Pleistocene muộn trên Quần đảo Channel của California. 

## Tổng quan
Năm 1934, Robert W. Wilson chỉ định P. nesodytes như là một loài mới sau khi khám phá ra mẫu vật một con chuột. Ông viết rằng điểm nổi bật của P. nesodytes là kích thước lớn của nó, lớn hơn bất cứ loài Peromyscus nào sống ở Hoa Kỳ. Các con chuột lớn hơn chỉ được biết đến là những con chuột còn sót lại của chi Megadontomys, được tìm thấy ở Mexico và Trung Mỹ. Chuột thường được coi là tổ tiên của P. nesodytes là Peromyscus anyapahensis. P. anyapahensis cũng đã tuyệt chủng và nó nhỏ hơn kích thước cơ thể so với P. nesodytes. Kích cỡ của P. nesodytes theo quy luật Foster, trong đó một số loài gặm nhấm trở nên lớn hơn do sự sống ở các hòn đảo thiếu vắng một số loài ăn thịt. Quy tắc của Foster cũng giúp giải thích các quy mô bị suy giảm của voi mamút khổng lồ của loài khỉ và hòn đảo có nguy cơ tuyệt chủng của Quần đảo Channel. 

## Tập tính
Môi trường sống của P. nesodytes được đặt trên các hòn đảo phía bắc California Channel Islands. Phần còn lại của P. nesodytes đã được tìm thấy trên Đảo San Miguel và Đảo Santa Rosa, California. Các hòn đảo phía Bắc Channel đã từng được nối với nhau như là một "hòn đảo siêu cao" được gọi là Santa Rosae, nhưng mực nước biển tăng đã tách các hòn đảo này trong hàng ngàn năm.

## Tuyệt chủng
P. nesodytes có lẽ đã bị tuyệt chủng vì có thể tình cờ đưa một con chuột nhỏ hơn, Peromyscus maniculatus, bởi những người Chumash sống ở khu vực Santa Barbara. Những người Chumash giao dịch trên các hòn đảo phía bắc Channel Islands và có thể đã không biết đến việc vận chuyển của P. maniculatus tới các hòn đảo nhưng có thể Peromyscus đôi khi vượt qua Kênh Santa Barbara được giấu trong giỏ hàng. P. maniculatus có lẽ tốt hơn tránh được loài ăn thịt chuột thường xuyên nhất trên các hòn đảo, những con cú cạn, hơn P. nesodytes. Một ví dụ khả dĩ về điều này được thể hiện trong một địa điểm khảo cổ trên Đảo San Miguel, Động Daisy. 